# Paleoarte

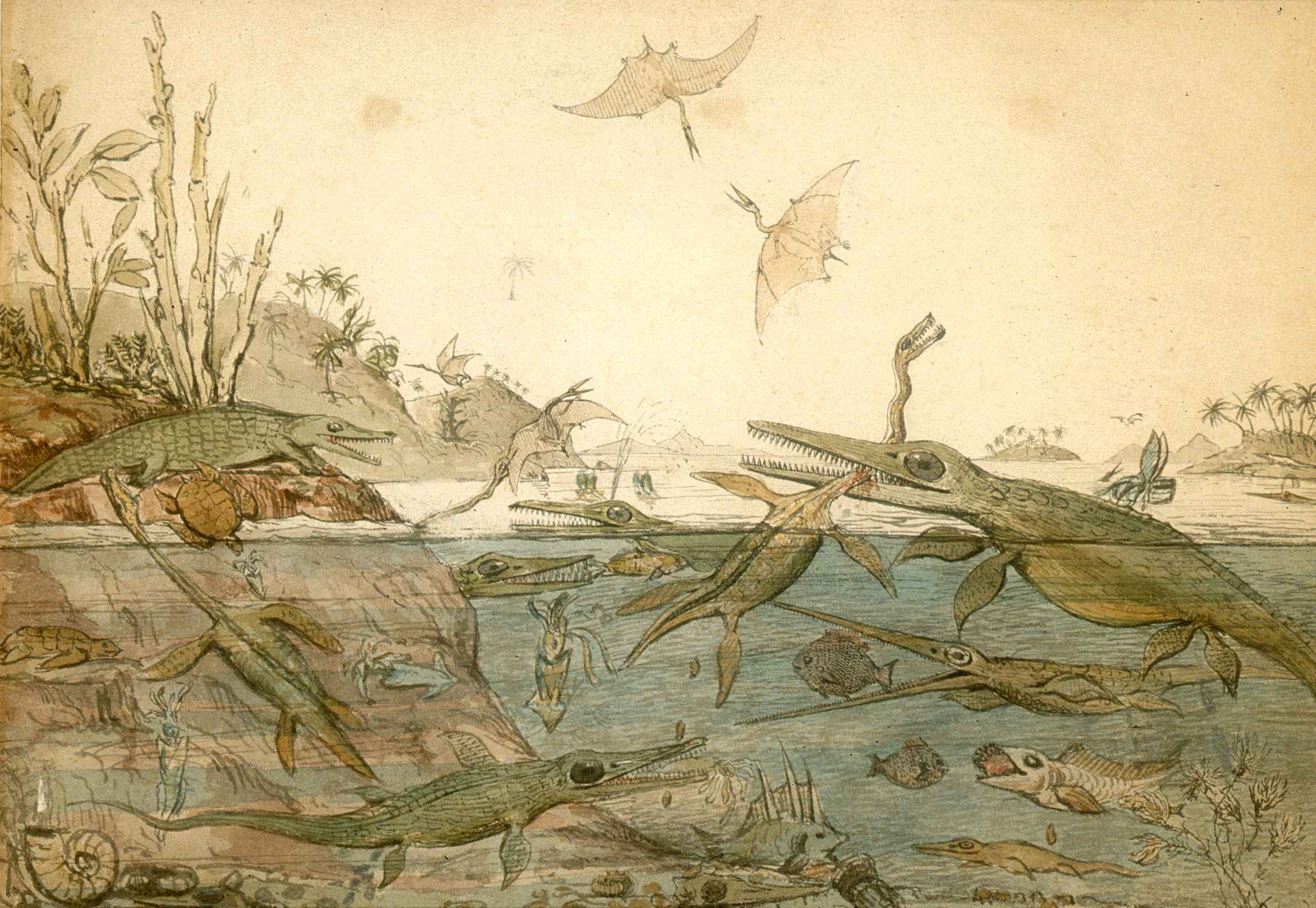
Duria Antiquior - Un Dorset más antiguo, es el título de una acuarela pintada en 1830 por el geólogo Henry De la Beche, basándose en fósiles hallados por Mary Anning; fue la primera representación pictórica de una escena del pasado remoto basada en evidencia fósil.

Paleoarte es un término informal acuñado por Mark Hallett para la expresión artística que representa temas relacionados con la paleontología, principalmente la representación de  criaturas hoy extintas, recreadas con la apariencia que debieron tener en vida, y como pudieron comportarse en sus ecosistemas originales. Con el fin de precisar este término y distinguirlo de otras expresiones del arte y de la mera fantasía, se ha definido paleoarte como cualquier manifestación artística que intenta reconstruir o representar la vida prehistórica de acuerdo con el conocimiento y evidencias científicas en el momento de la creación de la obra.

## Producción
El trabajo de los paleoartistas no es mero resultado de la fantasía que proceda de la imaginación de un artista, sino que parte de las discusiones y la cooperación entre los diversos expertos en paleontología. Cuando se intenta la reconstrucción de un organismo extinto, el artista debe utilizar una mezcla a partes iguales de sentido estético y conocimiento científico. El artista James Gurney, conocido por su serie literaria de ficción Dinotopia, ha descrito esta interacción como una relación en la cual el artista se convierte en los ojos del científico, dado que sus ilustraciones le dan forma a sus teorías; el paleoarte determina como el público percibe a los organismos ya extintos hace un largo tiempo.

## Impacto científico

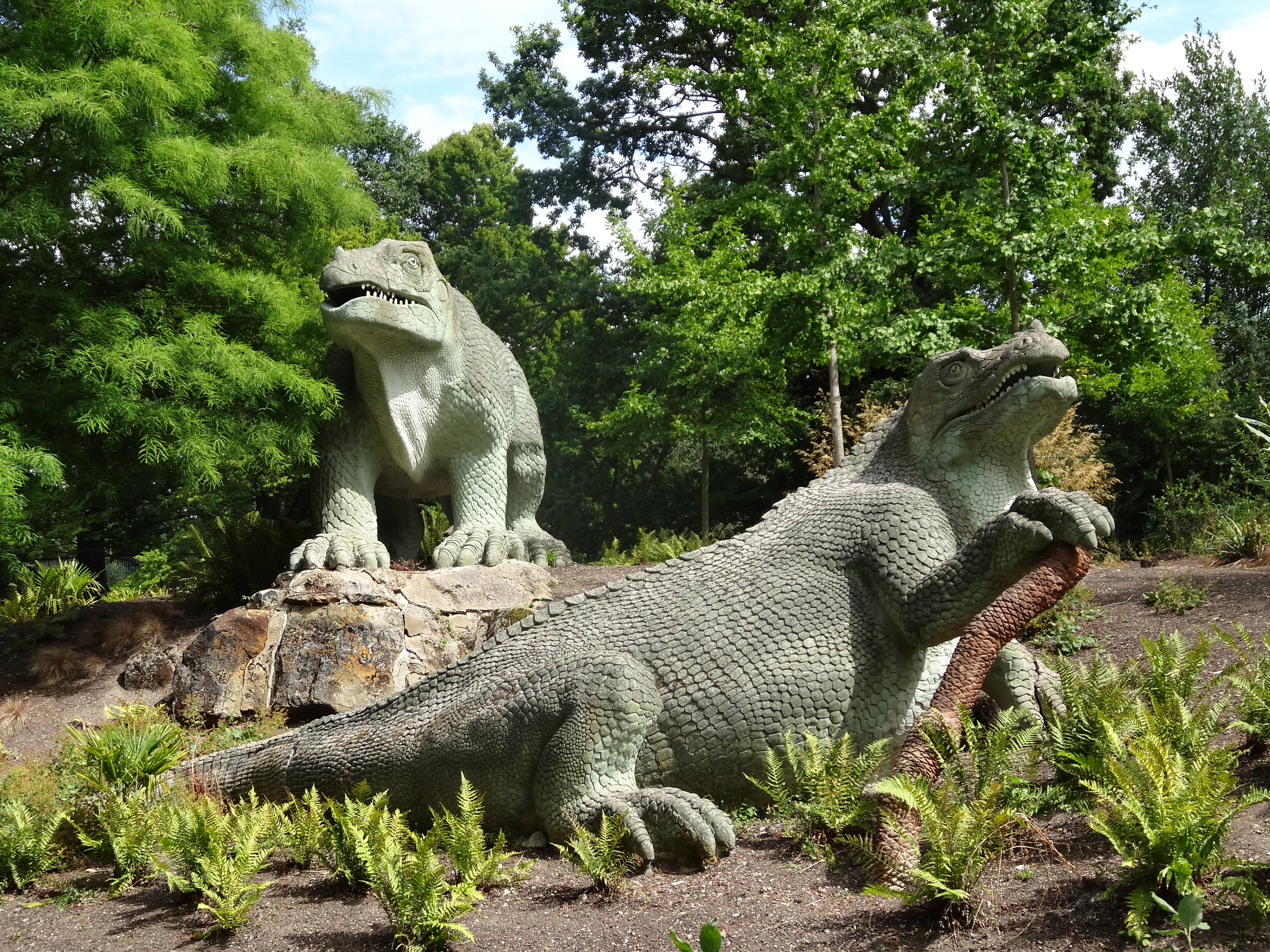
Dinosaurios en Crystal Palace Park (Londres).

El arte ha sido importante para divulgar el conocimiento de criaturas extintas como los dinosaurios, desde que este término fuera acuñado por Sir Richard Owen en 1842. Junto a Benjamin Waterhouse Hawkins, Owen ayudó a crear las primeras esculturas de tamaño natural que representaban dinosaurios tal y como él pensaba que pudieron haber sido en vida. Algunos de los modelos fueron creados en principio para la Gran Exposición de 1851, pero 33 más fueron producidos eventualmente cuando el Palacio de Cristal fue reubicado en Sydenham, en South London. Owen dio una célebre cena para 21 prominentes hombres de ciencia dentro de una escultura hueca, concretamente la de un Iguanodon en la víspera del Año Nuevo de 1853. Sin embargo, en 1849, unos años antes de su muerte en 1852, Gideon Mantell se dio cuenta de que Iguanodon, del cual él fue su descubridor, no era un animal pesado con apariencia de paquidermo, como Owen lo había estado pregonando, sino que tenía miembros delanteros más delgados; su muerte hizo que no participara en la creación de las esculturas de dinosaurios del Palacio de Cristal, y por lo tanto la visión de Owen de los dinosaurios se convirtió en la que el público conoció. Owen mantuvo casi dos docenas de esculturas de varios animales prehistóricos construidos con cemento esculpido sobre una armazón de acero y ladrillo; dos Iguanodon, uno de pie y otro descansando sobre su vientre fueron incluidos. Los dinosaurios permanecen aún en el parque del sitio, pero sus recreaciones están muy desactualizadas en cuanto al aspecto de las criaturas.
Un estudio realizado en 2013 descubrió que el paleoarte antiguo aún influenciaba la cultura popular mucho después de que los descubrimientos científicos lo hicieran obsoleto. Esto fue explicado como un caso de inercia cultural. En artículo de 2014, los paleontólogos Mark P. Witton, Darren Naish y el paleoartista John Conway delinearon el significado histórico del paleoarte, y lamentaron su actual estado.

## Reconocimiento
Desde 1999, la Sociedad de Paleontología de Vertebrados (SVP, por sus siglas en inglés) ha otorgado el Premio de PaleoArte John J. Lanzendorf para los logros en este campo. La sociedad expresa que el paleoarte "es uno de los más importantes vehículos para comunicar descubrimientos y datos entre los paleontólogos, y es crítico para la promulgación de la paleontología de vertebrados a través de las disciplinas y para establecer públicos". La SVP es también la sede de la ocasional "Exhibición de Afiches de PaleoArte" (Exhibit of PaleoArt Posters), una competición de afiches que son mostrados en la recepción de inauguración de los encuentros anuales de la SVP.
El Museu da Lourinhã organiza el Concurso Internacional de Ilustraciones de Dinosaurios anual (Annual International Dinosaur Illustration Contest) para promover el arte de dinosaurios y de otros fósiles. 

## Paleoartistas notables e influyentes

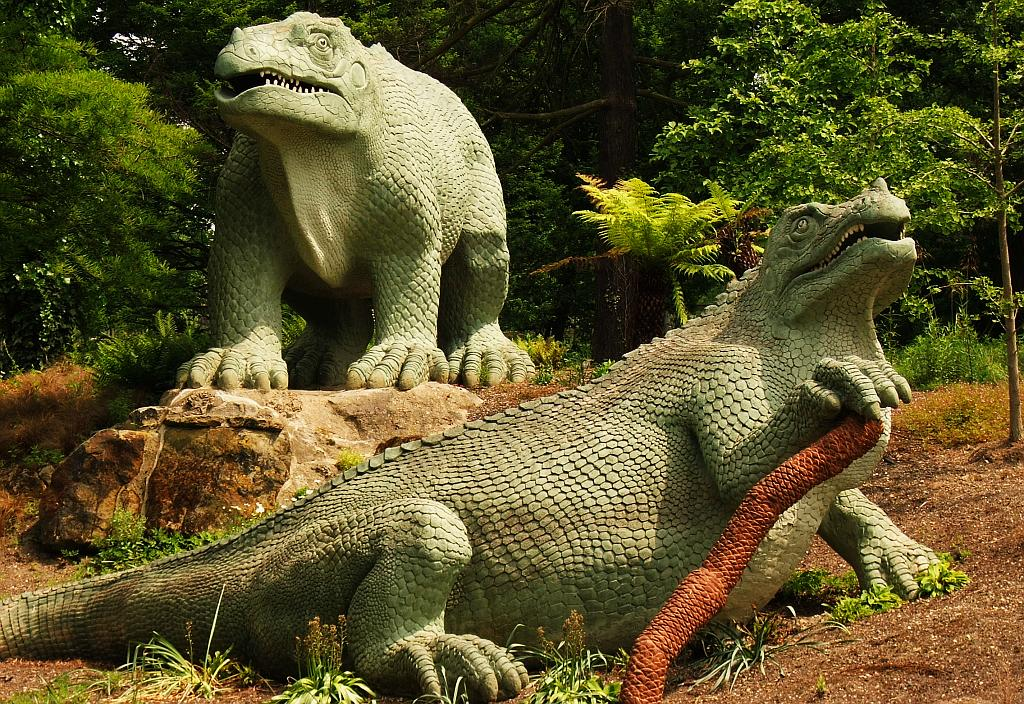
Pareja de Iguanodones, algunos de los dinosaurios del Palacio de Cristal hechos por Benjamin Waterhouse Hawkins, 1850.

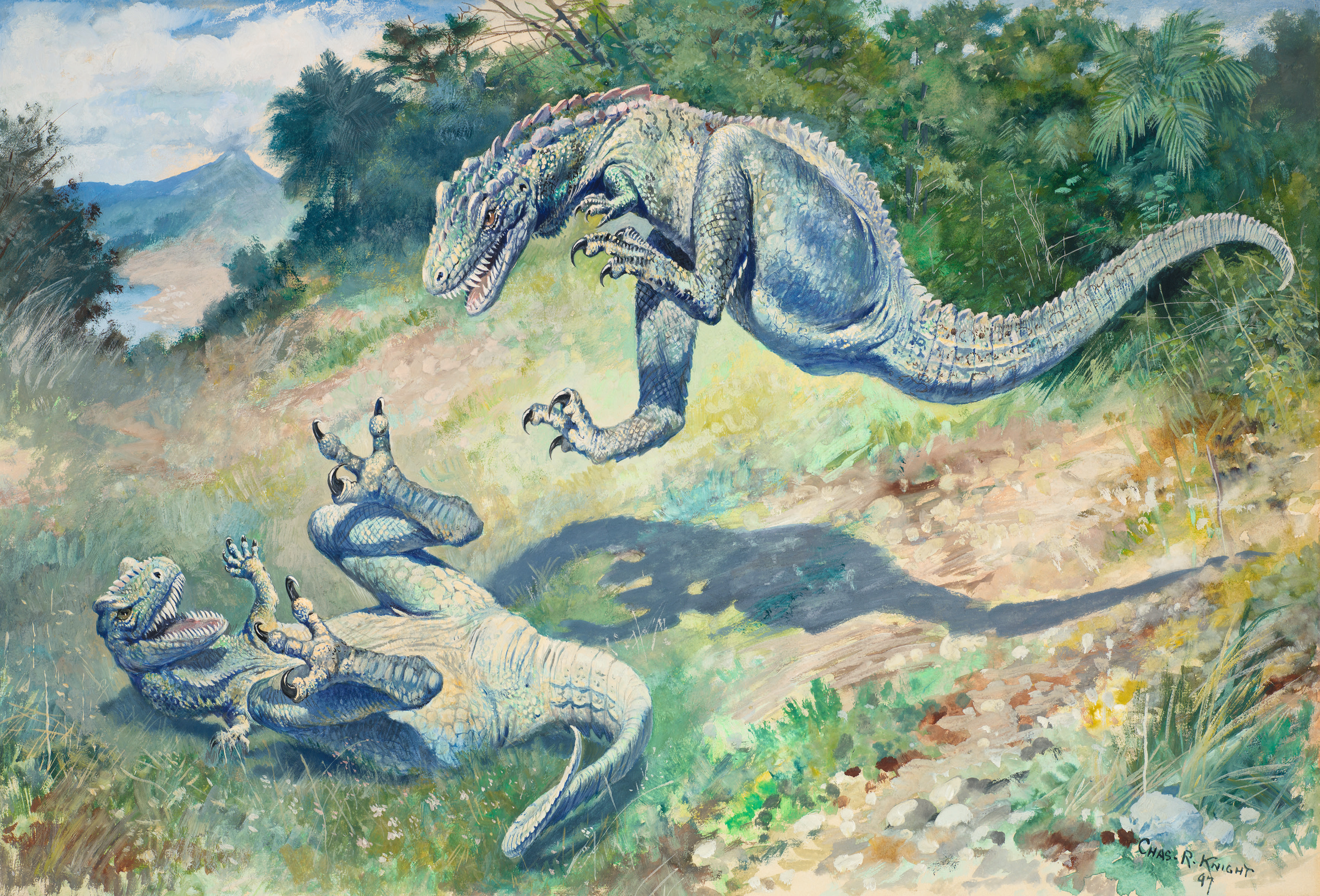
Laelaps saltando por Charles R. Knight, 1896.

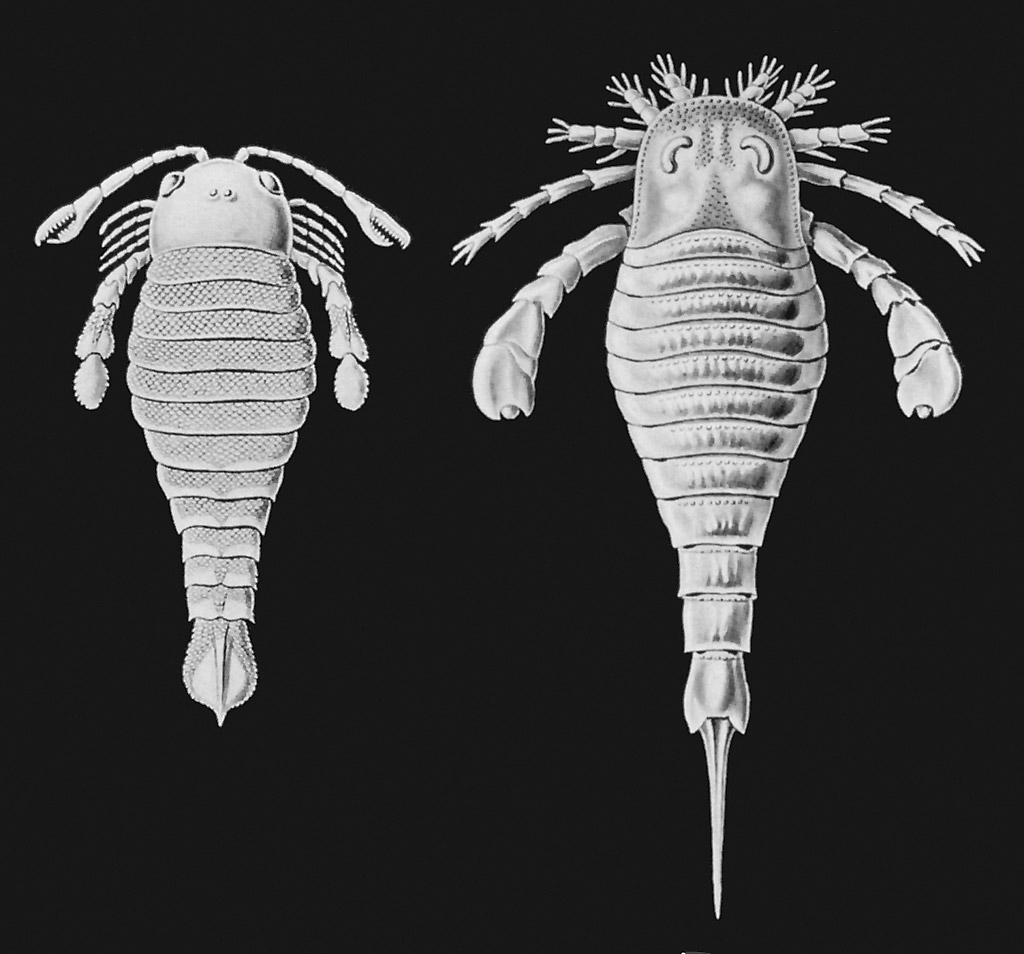
Euriptéridos por Ernst Haeckel, 1914.

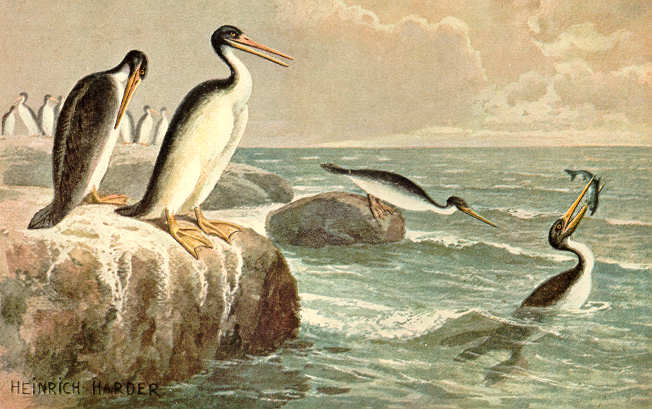
Hesperornis por Heinrich Harder, ca 1916.

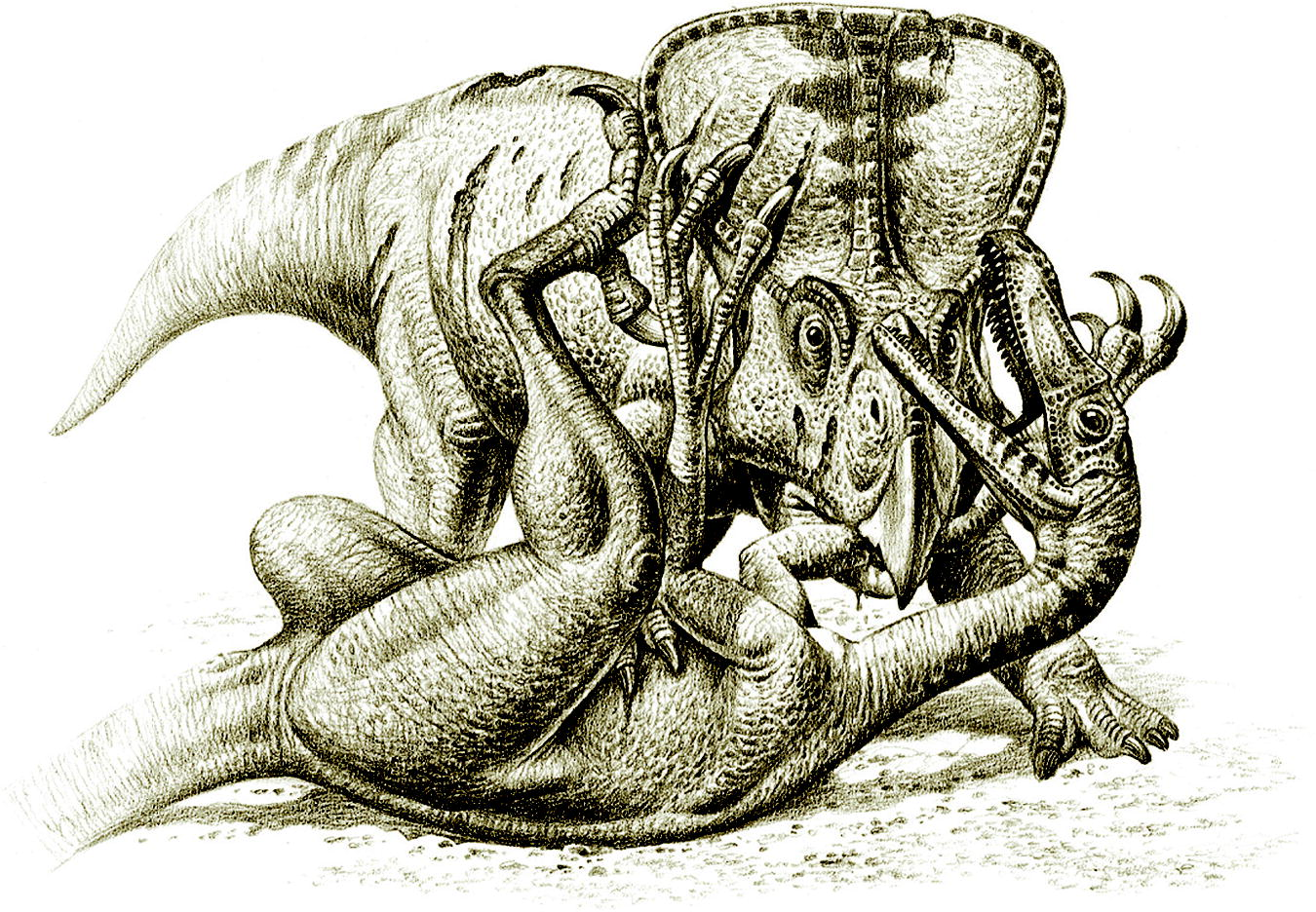
Velociraptor y Protoceratops trabados en un combate a muerte por Raúl Martín, 2003.

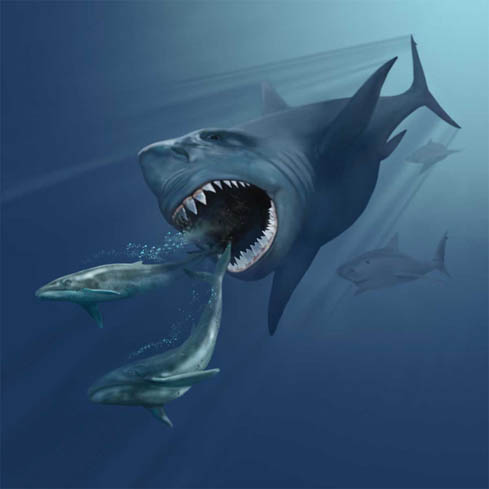
Megalodon persiguiendo a dos ballenas Eobalaenoptera por Karen Carr.

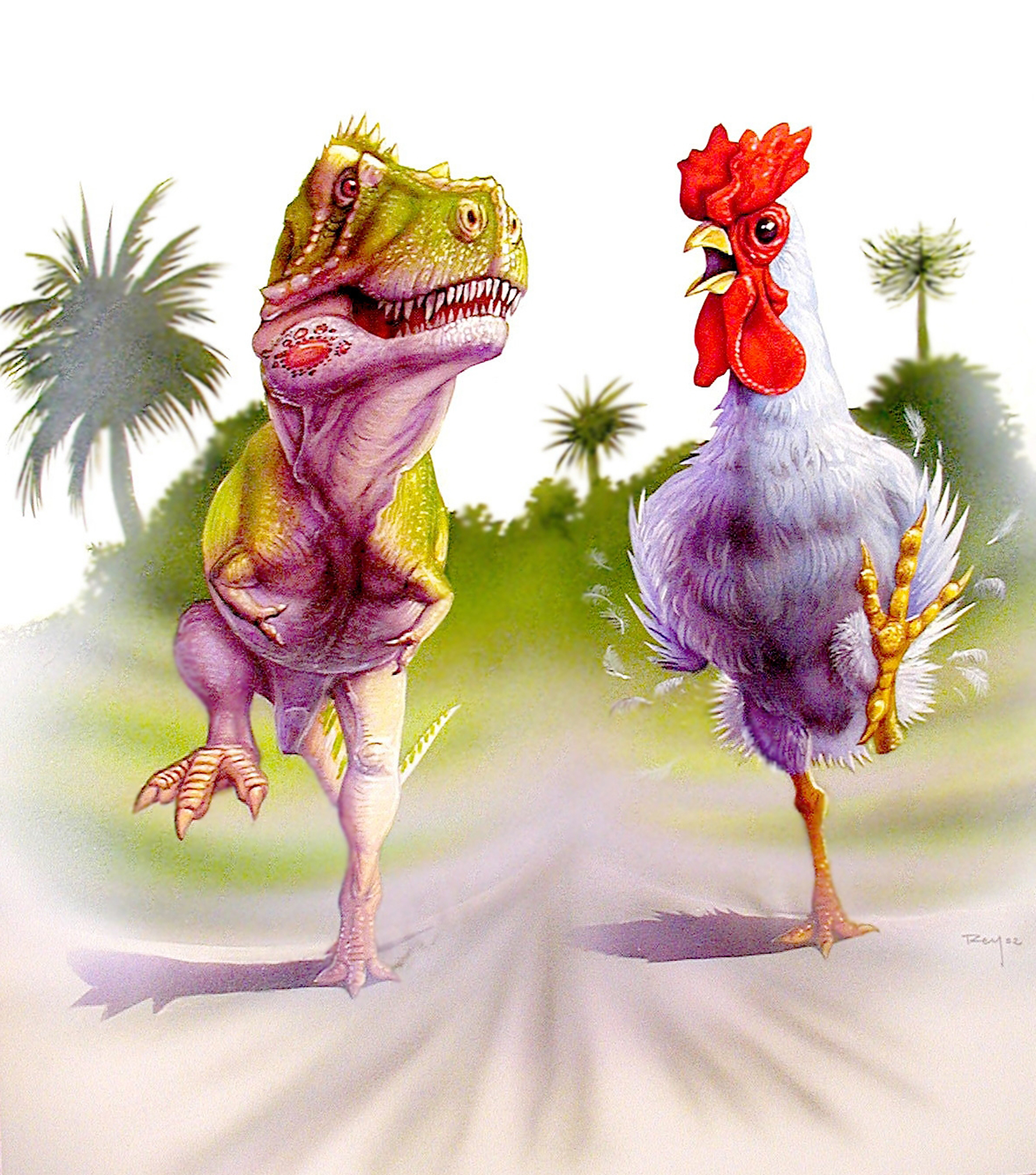
Tyrannosaurus y pollo por Luis Rey.

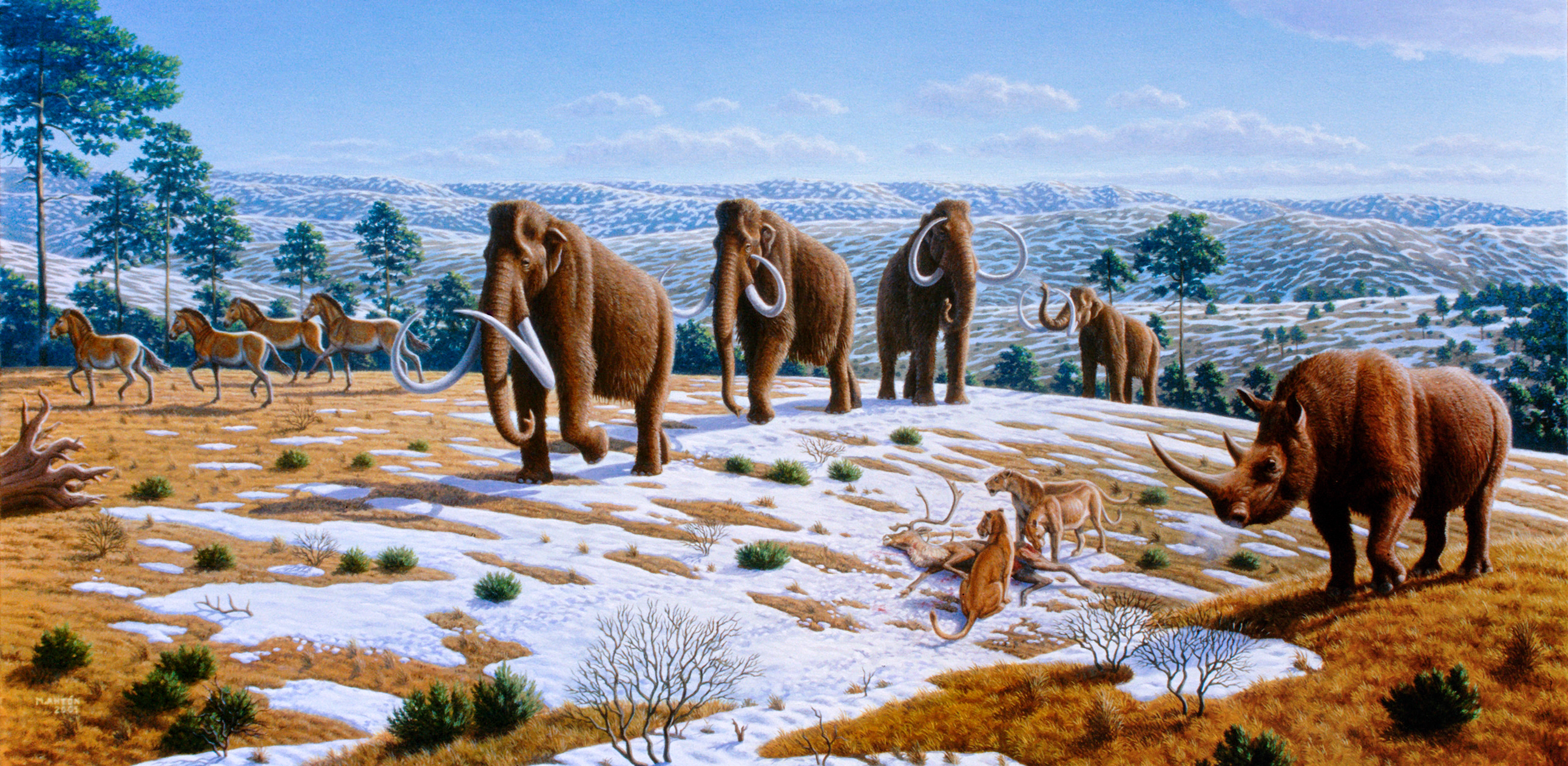
Fauna de la Edad del Hielo por Mauricio Antón, 2008.

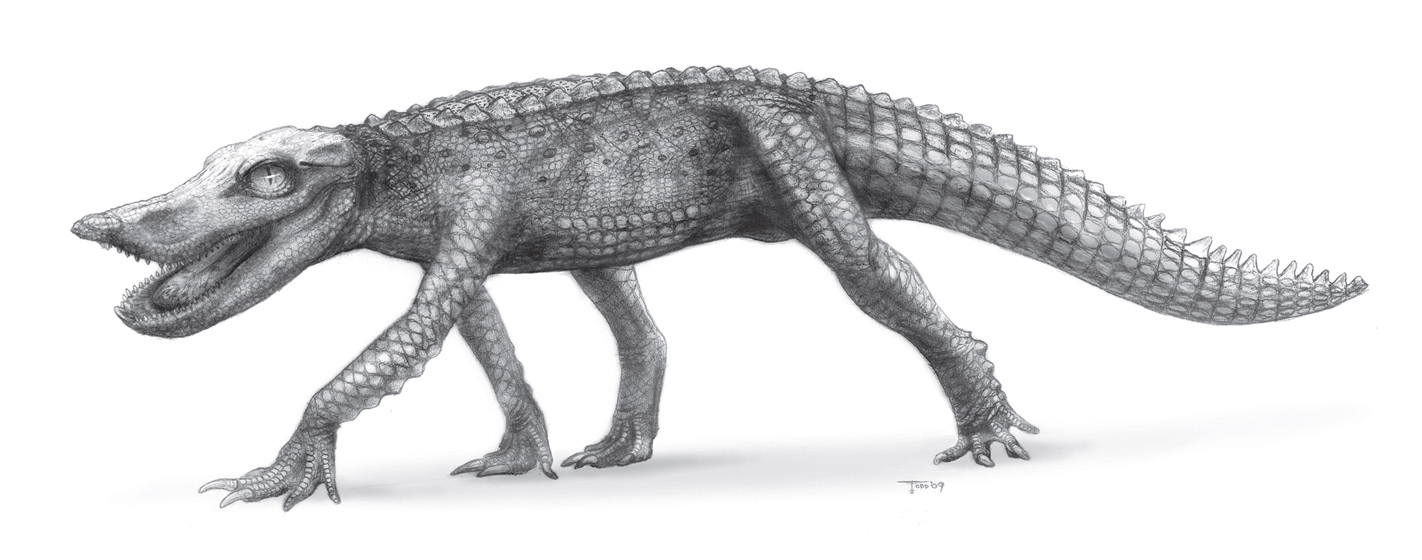
Reconstrucción de Anatosuchus por Todd Marshall, 2009.

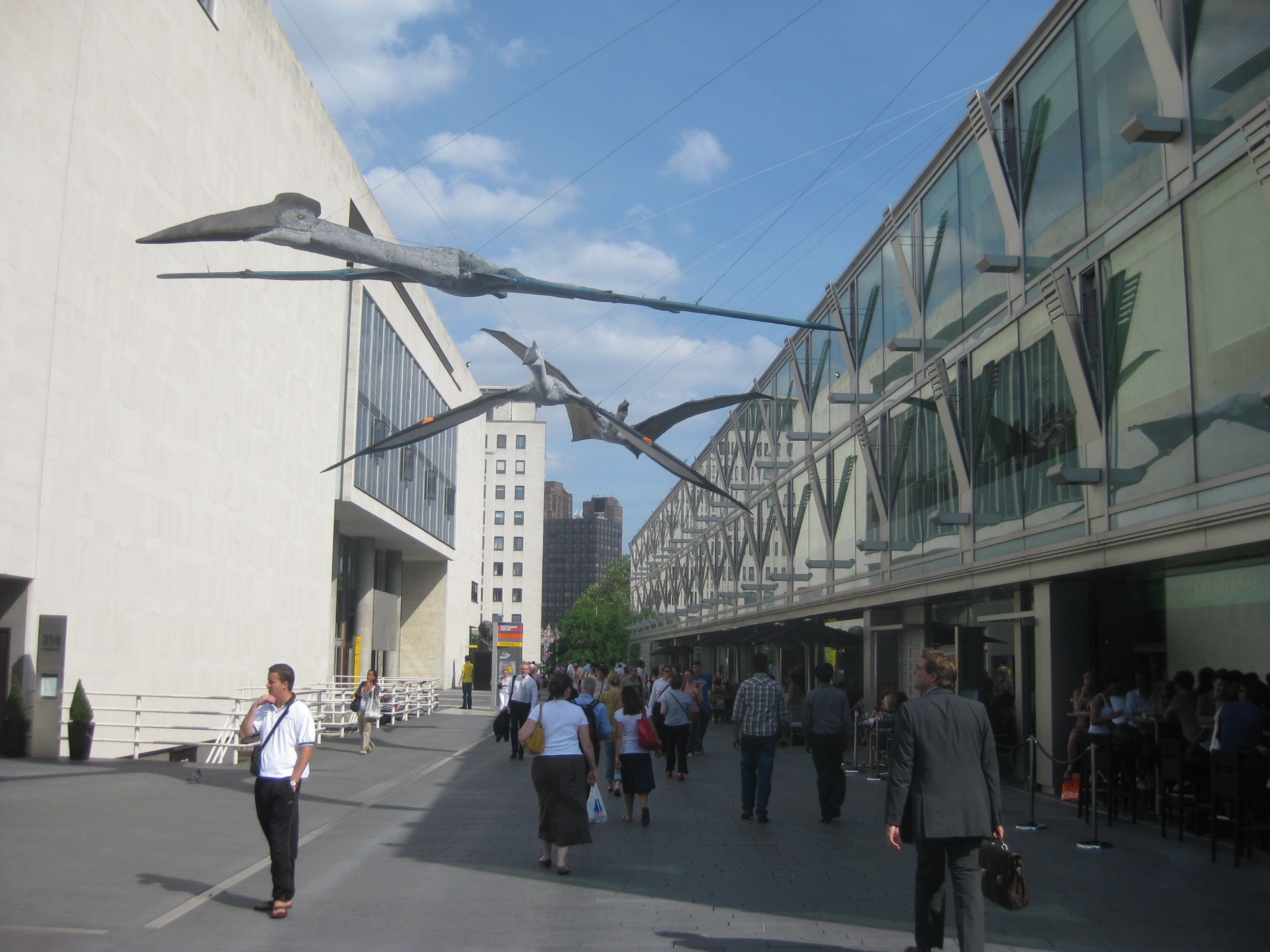
Modelos de Quetzalcoatlus en South Bank, creados por Mark Witton para el 350 Aniversario de la Real Sociedad, 2010.

- Robert T. Bakker años 1960-90, lideró el renacimiento de los dinosaurios "activos".
- Zdeněk Burian años 1960-81, una influencia cultural durante varios años (por ejemplo, juguetes).
- Mark Hallett años 1970-presente.
- Gerhard Heilmann años 1920, primero en reconstruir dinosaurios con las colas en el aire.
- Doug Henderson años 1970-presente.
- Charles R. Knight años 1890-1940, una de las mayores influencias en la primera parte del siglo XX (en películas).
- Gregory S. Paul años 1970-presente, notable influencia entre finales del siglo XX y principios del siglo XXI.
- Rudolph F. Zallinger años 1950-60, influencia cultural durante estos años (juguetes).

## Paleoartistas antiguos 2D
- Othenio Abel activo en los años 1910.
- James E. Allen activo en los años 1950.
- Andrew Avinoff activo en los años 1930.
- Robert T. Bakker activo en los años 1960-90, lideró el "Renacimiento de los dinosaurios".
- Bill Berry activo en los años 1960.
- Frank Bond activo en los años 1890-1900.
- Zdeněk Burian activo en los años 1960-81.
- Kenneth Carpenter activo en los años 1980.
- Erwin Christman activo en los años 1910.
- Margaret Colbert activa en los años 1970.
- Henry de la Beche activo en los años 1900.
- Carroll Lane Fenton activo en los años 1930-50.
- Amédée Forestier (1854–1930) notable por sus ilustraciones del Hombre de Nebraska y de Glastonbury Lake Village.
- Rudolf Freund activo en los años 1930-40.
- James M. Gleeson activo en los años 1890-1900.
- Heinrich Harder activo en los años 1910-20.
- Benjamin Waterhouse Hawkins activo en los años 1850-1870.
- Gerhard Heilmann activo en los años 1920.
- Ferdinand von Hochstetter activo en los años 1850-1870.
- Matthew Kalmenoff activo en los años 1950-80.
- Eleanor M. Kish activa en los años 1970.
- Vladmir Krb activo en los años 1980.
- Othniel Charles Marsh activo en los años 1890.
- Jay Matternes activo desde fines de los años 1960-presente.
- Charles R. Knight activo en los años 1890-1940.
- John Martin activo en los años 1830.
- William Diller Matthew activo en los años 1900-10.
- Arthur Miles activo en los años 1910, bajo la dirección de L. Lambe.
- Mary Mason Mitchell activa en los años 1910, bajo la dirección de Oliver Hay.
- Edward Newman activo en los años 1840.
- George Olshevsky activo en los años 1980.
- Richard Owen activo en los años 1850.
- Neave Parker activo a principios de los años 1960.
- G.E. Roberts activo en los años 1910.
- William E. Scheele activo en los años 1960.
- J. Smit activo en los años 1890-1910.
- Ernest Untermann activo en los años 1930.
- Alice B. Woodward activa en los años 1910.
- Jean Day Zallinger activa en los años 1950-80.
- Peter Zallinger activo en los años 1970.
- Rudolph F. Zallinger activo en los años 1950-60.

## Paleoartistas en 2D publicados del Post"Renacimiento"
- Mauricio Anton años 1990-presente
- Andrey Atuchin años 2000-presente
- Wayne D. Barlowe años 1990
- John Bindon años 1990
- Davide Bonadonna años 2000-presente
- Donna Braginetz años 1990
- Karen Carr años 2000-presente
- John Conway años 2000-presente
- Julius T. Csotonyi años 2000-presente
- Ricardo Delgado años 1990
- Alex Ebel años 2000
- Larry Felder años 1990
- Tracy Lee Ford años 1990-presente
- Brian Franczak años 1990
- John R. Gurche años 1980
- James Gurney años 1990
- Tess Kissinger años 1990
- Gabriel Lio años 2000
- Jorge Antonio González años 2000
- Todd S. Marshall años 2000-presente
- Raúl Martín años 1990-presente
- John McLoughlin años 1970
- Mike Milbourne años 1990
- Josef Moravec años 1980-presente
- Robert Nicholls años 2000-presente
- Takashi Oda años 1990-presente
- William Parsons años 1990-presente
- Fabio Pastori años 2000
- David Peters años 1980-presente
- Patrick Redman años 1990
- Luis Rey años 1980-presente
- Paul Sereno años 1990
- John Sibbick años 1980-presente
- Michael Skrepnick años 1990-presente
- Jan Sovak años 1980-presente
- Christopher Srnka años 2000-presente
- Gary Staab años 1990
- William Stout años 1970-presente
- Aibou Tanaka años 1980
- Franco Tempesta años 2000-presente
- Peter Trusler años 1990-presente
- Joe Tucciarone años 2000-presente
- Robert F. Walters años 1980-presente
- Mark Witton años 2000-presente
- Seiji Yamamoto años 2000-presente

## Paleoartistas actuales en 3D
- Kazunari Araki años 1980-presente
- Jorge Blanco años 1990-presente
- Jorge Antonio Gonzalez años 2000-presente
- Davide Bonadonna
- Roby Braun años 1990-presente
- Jason Brougham años 1990-presente
- Brian Cooley años 1980-presente
- Sean Cooper años 1990-presente
- Guy Darrough años 1990-presente
- Shane Foulkes años 1990-presente
- Cliff Green años 1990-presente
- Tyler Keillor años 1990-presente
- David Krentz años 1990-presente
- Shinobu Matsumura años 1990-presente
- Charles McGrady años 1990-presente
- Tony McVey años 1970-presente
- Bruce Mohn años 2000-presente
- Galileo Nuñez años 2010
- Jon Rader años 2000-presente
- David Rankin años 2000-presente
- Mark Reykopf años 2000-presente
- Forest Rogers años 1980-presente
- Matt Smith años 1980-presente
- Paul Sorton años 2000-presente
- Joe Tippmann años 1990-presente
- Hirokazu Tokugawa años 1990-presente
- Hall Train años 1980-presente
- Carlos Papolio 1990-presente

## Paleoartistas de 3D anteriores
- Juan Carlos Alonso años 1990-00
- Roby Braun años 1990-00
- Steven Czerkas años 1970-00
- Sylvia Massey Czerkas años 1970-80
- Floyd Easterman años 1980
- Vernon Edwards años 1910-20
- Jerry Finney años 1990
- Charles Whitney Gilmore
- Benjamin Waterhouse Hawkins años 1850-1870
- Charles R. Knight años 1900-40
- Richard Swann Lull años 1910
- Dan LoRusso años 1990-00
- Tony Merrithew años 1990
- Garfield Minott años 1990-00
- Bob Morales años 1990
- Máximo Salas años 1990-00
- Ron Seguin años 1980
- David Thomas años 1980-90
- Michael Trcic años 1990-00
- Gregory Wenzel años 1990
- Larry Williams años 1980